# Amphoritheca diversinervis
Amphoritheca diversinervis là một loài Rêu trong họ Funariaceae. Loài này được (Müll. Hal.) A. Jaeger mô tả khoa học đầu tiên năm 1874.